# 行政
行政（ぎょうせい、英: Executive /Administration）とは、国家の統治作用のうち、立法・司法を除いた作用の総称であり、以下を指す。行法ともいう。
1. 法律に従って国を治めること。
2. 国の機関または地方公共団体が法律・政令の範囲内で行う政務。

## 概説

### 行政法学上の定義
法律学においては立法や司法と並ぶ一つの国家作用である。立法権、司法権と並び、統治権の一つとして、行政を行う権能を行政権という。

#### 実質的意義の行政
国家作用が作用自体の性質という点に着目して立法、司法、行政に三分類されるとき、これらはそれぞれ実質的意義の立法、実質的意義の司法、実質的意義の行政と概念づけられる。
実質的意義の行政とは何かという点については、現代の行政は複雑で多岐な内容にわたっており、これに必要かつ十分な定義を与えるのは、容易でない。そのため、行政の定義については、内容的に定義することを放棄し、消極的に定義するにとどまる控除説（消極説）と、なんとか行政の内容を積極的に定義してその内容を明らかにしようと努める積極説が対立する。
控除説（消極説）
日本の公法学上は、国家作用のうち、立法作用と司法（裁判）作用を控除した残余の作用を指すとする見解（控除説、消極説）が支配的である。
このような控除説による説明は、内容的な定義づけを放棄しており、意味がないようにも見える。しかし、君主が有していた包括的な国家権能のうちまず立法権が議会に移譲され、その残りである執行権のうち司法権がさらに分化され、君主に残された権能が行政とされたという沿革に対応している。さらに、現実問題としても、行政と観念される作用には様々なものがあり、それらを漏れなく包括する必要もある。したがって、控除説は一般的に支持されている。
積極説
控除説のような消極的な定義づけに満足せず、積極的な定義づけをする試みもある。代表的な見解は田中二郎によるものであり、「法の下に法の規制を受けながら、現実に国家目的の積極的実現をめざしておこなわれる全体として統一性をもった継続的な形成的国家活動」とするものである。だが、行政の特徴等を大まかにイメージしたものに過ぎないという批判もある。
実質的意義の行政を主たる任務とする機関を行政機関というが、実質的意義の行政は、行政機関のみならず、立法機関や司法機関にも存在する。

#### 形式的意義の行政
行政府に属する一切の作用の総称をいう。
国家作用は作用自体の性質という点に着目すると実質的意義の立法、実質的意義の司法、実質的意義の行政とそれぞれ概念づけられるが、個々の国家作用が現実にいずれの機関に配当されるかは憲法の体制・個別の法律により異なる。そこで、現実に配当されている機関という点に着目して国家作用を分類したものが形式的作用である。
日本の場合、政令の制定は実質的意義においては立法作用であり、また、恩赦の決定や行政審判は実質的意義においては司法作用であるが、行政府に属する権限とされるため、形式的意義においては行政に含まれることになる。

### 行政学上の定義
「政治体系において権威を有する意思決定者によって行われた公共政策の決定を実行することに関連する活動」などと定義される。

## 行政法
行政法は、行政の組織・機構に関する行政組織法、行政の手続に関する行政作用法、違法な行政活動によって不利益を被った国民の救済に関する行政救済法の3部門に大別される。

### 行政組織法
行政主体とは「行政という国家作用を担当する行政機関が帰属する法主体」と定義され、また、これと対をなす行政客体とは「行政主体の行う行政の相手方となる法主体」と定義される。行政主体の代表例は国（中央政府）と地方公共団体（地方政府）である。
近代統一国家の下では立法・行政・司法などすべての国家権力は国に集中するが、地方分権主義が進むにつれ地方公共団体が国と並ぶ重要な行政主体となるに至っている。

### 行政作用法
行政主体が行政機関を通じて私人に対して行う行政活動をめぐって生ずる権利義務関係を規律する法であり、行政救済法を除く「行政外部の法」を意味する。行政作用法は行政機関による「立法」作用（いわゆる行政立法）をも「行政作用法」の対象としてきており、行政作用法の対象となる「行政作用」は、行政立法をも含む広義の形式的意味をしている。
行政組織法や行政救済法と異なり、行政作用の領域には、まとまった統一的な法律が少ない。
法治国家ないし行政の原則の下においては、法に従ってなされることが要求される。

### 行政救済法
行政法において、市民の権利が行政によって違法か適法かを問わず侵害された場合、その権利を救済する。

## 日本の行政法

### 行政組織法

#### 行政機関
行政機関とは、行政主体のために行政を実施する機関をいう。権限の帰属で捉えた機関概念である。
- 意思決定機関
  - 行政庁：意思を決定し、これを外部に表示する権限を有する。
    - 独任制－各省大臣・地方自治体の長
    - 合議制－公正取引委員会 行政委員会
    - 法令の適用による法人またはその機関

例：弁護士等への懲戒を行う弁護士会・日本弁護士連合会
- 諮問機関：行政庁から諮問を受け意見を申し述べる。諮問機関の意見に法的拘束力はない。
法制審議会、各種審議会、中央社会保険医療協議会
- 参与機関：意思決定権限はないが、議決に基づき行政庁の意思決定がなされる。参与機関の意見には法的拘束力がある。
電波監理審議会、検察官適格審査会
- 監査機関：行政機関の事務処理について監査する。
  - 会計検査院、監査委員
- 執行機関：行政目的達成のために、行政庁の命を受けて必要な実力行使をする機関をいう。
警察官、消防職員
- 補助機関：行政庁その他の行政機関の職務を補助するため、日常的な事務を遂行する機関をいう。
副大臣、大臣政務官、局長

##### 指揮監督権
行政の統一をはかるために、上級機関が下級機関に対して有する権限。具体的には以下のものが挙げられる。
- 監視権[注釈 1][13][14]
- 許認可権[13][14]
- 訓令権[13][14]
- 取消・停止権[注釈 2][13][14]
- 権限争議の決定権[注釈 3][14]

##### 権限の代行
- 権限の委任（権限の所在を変更）
事務の委任ともいう。
法令の根拠が、必要である。
- 権限の代理（権限の所在を変更しない）
  - 法定代理（権限の全てに及ぶ）
    - 狭義の法定代理
    - 指定代理

  - 授権代理（権限の一部について行われる）
委任代理ともいう

##### 国家行政組織
- 日本国憲法
  - 内閣

行政権は、内閣に属する（第65条）。
内閣は、法律の定めるところにより、その首長たる内閣総理大臣及びその他の国務大臣でこれを組織する（第66条）。
  - 会計検査院 - 行政機関であるが、憲法および会計検査院法により内閣からの独立が保障されている（第90条第2項・会計検査院法第1条）。

- 内閣法

第2条第1項
内閣は、国会の指名に基づいて任命された首長たる内閣総理大臣及び内閣総理大臣により任命された国務大臣をもつて、これを組織する。
第4条第1項
内閣がその職権を行うのは、閣議によるものとする。
- 内閣府設置法・各省（庁・委員会）設置法等

日本では、憲法第65条で、行政権は内閣に属すると定めている。これは、一般的には行政権が内閣総理大臣一人に属しているのではなく、内閣総理大臣と国務大臣の合議体からなる内閣に帰属していることを意味すると解釈されている（憲法第66条第1項・内閣法第2条第1項参照）。ただし、例えば内閣総理大臣が自己の任命式を終えた後、人事熟考のために時間をかけて組閣を行う場合、全会一致を要する閣議において閣議決定・閣議了解の採択にすべての国務大臣が反対した場合に全閣僚を罷免して自身が兼務することで閣内意思の一致を図るなどの場合において、内閣総理大臣のみをもって内閣が組織されることがありうる（いわゆる一人内閣。憲法第68条・第71条参照）。

##### 地方行政組織
都道府県と市町村がある。

#### 公務員
行政組織の人的要素である。

#### 公物
行政組織の物的要素である。

### 行政作用法

#### 行為形式

##### 行政立法
行政立法は、行政機関によって定立された一般規範またはその立法行為である。
- 実質による種類
  - 法規命令
国民の権利義務にかかわる法規たる性質を有するもの
（例）政令、内閣府令、省令、会計検査院規則、人事院規則、地方公共団体の長や教育委員会等の規則
    - 執行命令
憲法・法律等上級の法令を実施するための具体的細目・手続事項
（例）政令・府令・省令・府や省の外局である委員会の規則・会計検査院規則・人事院規則などの命令。
    - 委任命令
法律等上級の法令に基づき発せられる。
（例）政令の委任に基づく省令、委員会規則

  - 行政規則
    - 訓令
    - 通達
    - 告示
- 形式による種類
  - 政令
  - 府省令
  - 外局規則
  - 独立機関規則
  - 行政規則

##### 行政行為
- 法律行為的行政行為
  - 命令的行為
    - 下命、許可、免除

  - 形成的行為
    - 特許、認可、代理
- 準法律行為的行政行為
  - 確認、公証、通知、受理
- 附款

##### 行政契約
行政契約とは、行政目的を達成するための契約。

##### 行政指導
行政指導とは、指導・勧告・助言等で処分に該当しない行為。

#### 強制措置

##### 行政強制
行政目的の達成のために、行政権が国民の身体・財産等に実力をくわえ、行政上必要な状態を実現させる作用といわれる。
行政上の強制執行
- 義務上の不履行を前提とし実力行使により、行政上必要な状態を実現させることで、法律の根拠が必要である。
  - 直接強制
義務の不履行があった場合、直接に義務者の身体や財産に実力を加えること。
例外的に個々の法例で認められる。
    - 成田国際空港の安全確保に関する緊急措置法（成田新法）（破壊活動家の集合などに使用される工作物の使用禁止命令）
    - 感染症の予防及び感染症の患者に対する医療に関する法律（感染症法）第17条（健康診断受診勧告）

  - 行政代執行
代替的作為義務に関する強制執行手続き。
    - 執行罰と砂防法のみが、現行法令である。

  - 強制徴収
公法上の金銭債権を滞納処分の手続きにより自ら強制的に取立てること。
    - 国税徴収法

即時強制
- 差し迫った事態の解決に、直接実力を加え行政目的を実現させる方法。義務の存在を前提としないのが行政上の強制執行との違いである[17]。
法律の根拠が必要である[17]。
行政上の強制執行ではないので条例を根拠にすることも可能である。
  - 警察官職務執行法
  - 消防法
  - 道路交通法
  - 感染症の予防及び感染症の患者に対する医療に関する法律（感染症法）
  - 精神保健及び精神障害者福祉に関する法律（精神保健福祉法）
  - 出入国管理及び難民認定法

##### 義務違反に対する制裁

###### 行政罰
- 行政刑罰
刑法上の刑罰を科す
- 秩序罰
制裁として過料を科す

###### その他の手段
- 許認可処分の停止・取消
- 経済的負担
- 違反事実の公表
- 給付拒否

#### 行政手続
- 行政手続法
- 情報通信技術を活用した行政の推進等に関する法律（デジタル手続法）

#### 行政調査
行政調査は、行政機関が行政作用を公正に行うために、身体・財産を半強制的に調査し情報を収集すること。

### 行政救済法
- 行政争訟
  - 行政不服審査法
  - 行政審判
  - 苦情処理
  - オンブズマン
- 行政事件訴訟法
- 国家賠償法
- 仮の救済
  - 執行停止
  - 内閣総理大臣の異議
  - 仮処分の排除